# Raffaello Matarazzo
Raffaello Matarazzo (* 17. August 1909 in Rom; † 17. Mai 1966 ebenda) war ein italienischer Filmregisseur und Drehbuchautor.

## Leben
Matarazzo betätigte sich in jungen Jahren als Filmkritiker für „Il Giornale di Sicilia“ und „L'Italia Letteraria“, bevor er sich 1931 dem Kino zuwandte, für das er zunächst als Regieassistent und dann als Drehbuchautor wirkte. Nach dem Kurzfilm „Mussolini di Sardegna“ und zwei weiteren Skripten debütierte er 1933 für das Kino mit dem überaus erfolgreichen und inventiven Treno popolare, in dem Matarazzo Motive des Italienischen Neorealismus vorwegnahm und der von Kritikern wie Publikum begeistert aufgenommen wurde. Mit seinen folgenden Filmen konnte Matarazzo dieses Niveau nicht halten; oftmals handelt es sich um durchschnittliche Komödien banalen Inhaltes. Erst 1949 konnte er mit Catene (deutscher Titel Sühne ohne Sünde) den er für die „Titanus“ und „Labor Film“ drehte, wieder einen großen Erfolg landen. Das kriminalistische Melodram war mit Amedeo Nazzari und Yvonne Sanson besetzt und ein großer Kassenerfolg; Matarazzo ließ ähnliche Filme mit ähnlichem Kassenergebnis folgen. Bis zu seinem Tod mit 56 Jahren variierte er diese Formel bei abnehmenden Erfolgen. Der zu seinen Lebzeiten von der Kritik aufgrund seiner künstlerischen Entwicklungen oft Geschmähte erfuhr später eine Neubewertung.

## Filmografie als Regisseur
- 1933: Littoria (Kurzfilm)
- 1933: Treno popolare
- 1934: Kiki
- 1935: Il serpente a sonagli
- 1936: Joe il rosso
- 1936: L'anonima Roylott
- 1937: È tornato carnevale
- 1937: Sono stato io!
- 1939: Il marchese di Ruvolito
- 1939: L'albergo degli assenti
- 1940: Giù il sipario
- 1940: Trappola d'amore
- 1941: Notte di fortuna
- 1941: L'avventuriero del piano di sopra
- 1942: Hochzeitstag (Giorno di nozze)
- 1943: Il birichino di papà
- 1943: Dora la espía
- 1944: Empezó en boda
- 1947: La fumeria d'oppio
- 1947: Lo sciopero dei milioni
- 1949: Sühne ohne Sünde (Catene)
- 1950: Opfergang einer Mutter (Tormento)
- 1950: Paolo e Francesca
- 1951: Mutterliebe – Mutterleid (I figli di nessuno)
- 1952: Il tenente Giorgio
- 1952: Chi è senza peccato…
- 1953: Das Schiff der verlorenen Frauen (La nave delle donne maledette)
- 1953: Silvana (Vortice)
- 1953: Verdi, ein Leben in Melodien (Giuseppe Verdi)
- 1954: Dirnentragödie (La schiava del peccato)
- 1954: Guai ai vinti
- 1954: Torna!
- 1955: Frauen hinter Gittern (Angelo bianco)
- 1955: Das Reismädchen (La risaia)
- 1956: L'intrusa
- 1957: L'ultima violenza
- 1958: Malincolico autunno
- 1959: Cerasella
- 1963: Adultero lui, adultera lei
- 1963: I terribili 7
- 1964: Amore mio